# 舞田奈美
舞田 奈美（まいた なみ、1978年8月10日 - ）は、日本の元AV女優。
神奈川県出身。一部のプロフィールでは、生年月日を1978年9月20日、東京都出身としているものがある。血液型：A型 、身長：151cm 、スリーサイズ：B86・W59・H88、Eカップ。

## 略歴
1998年2月20日『淫美なヴィーナス』（カレン）でデビュー。端正な顔立ちと上品な性格で人気を集めた。同年の『宅配ソープでございます』は、アトラス21の年間売り上げ3位となっている。
1999年引退。

## 作品

### アダルトビデオ
- 淫美なヴィーナス（1998年2月20日、マックス・エー）
- 誘発ヒロイン（1998年3月21日、マックス・エー）
- 官能スキンドール（1998年4月24日、マックス・エー）
- ボディ・チェック（1998年6月23日、サクセス・ビデオ・コミュニティ）
- 裏出血大制服 10（1998年8月15日、Tコンテンツ）
- 宅配ソープでございます（1998年11月29日、アトラス）
- となりのお姉さんはEカップ（1999年5月23日、ビッグモーカル）
- 魅惑の報酬（1999年、アトラス）
- ミスキャンパス 君はECup（1999年、フリービジョン）他出演:優理
- ルームサービス 20（ハリウッドフィルム）
- おしおき 7 教育実習生と風紀の先生（ハリウッドフィルム）
- 女教師・ローマ帝国の欲望（アタッカーズ）
- 秘書・転落への序曲（姦魔）
- 美人秘書の私生活（大和映像）
- 姦魔輪姦（麒麟堂）
- ドリームシャワー（ワープエンタテインメント）
- Angel（アイデアポケット）
- ワイセツ校医5（マドンナ企画）
- 銀行員 蛇縛の拘禁横領（アタッカーズ）
- Girls 放課後 Destiny2
- あなたのそばへ（1999年、DYK）
- エロモン系 ラスト・キッス（ラスト作品、プラチナドラゴン）
- SUPER抜けMAX ヤリまくりオールスターズ!!（2001年11月14日、ビッグモーカル）他出演:夢野まりあ